# Lijst van gemeentelijke monumenten in Hembrug
De buurt Hembrug, in Zaandam, kent 20 gemeentelijke monumenten, hieronder een overzicht.
| Object | Bouwjaar    | Architect | Locatie                    | Coördinaten                   | Nr.        | Afbeelding |
| --- | ----------- | --------- | -------------------------- | ----------------------------- | ---------- | --- |
| Hembrugterrein: Voorm. stoomleidingstelsel |             |           | Over groot deel terrein    | 52° 25' 17" NB, 4° 49' 53" OL | 0479/WN121 | Hembrugterrein: Voorm. stoomleidingstelsel |
| Hembrugterrein: Voorm. magazijn, controle en opslag bestanddelen, later ook drukkerij (gebouw 29ab)                                                | 1900        |           | Middenweg 70               | 52° 25' 17" NB, 4° 49' 55" OL | 0479/WN122 | Hembrugterrein: Voorm. magazijn, controle en opslag bestanddelen, later ook drukkerij (gebouw 29ab)                                                |
| Hembrugterrein: Voorm. werkplaats en kantoor (gebouw 46)                                                                                           | 1895        |           | Middenweg 58-60            | 52° 25' 16" NB, 4° 50' 3" OL  | 0479/WN123 | Hembrugterrein: Voorm. werkplaats en kantoor (gebouw 46)                                                                                           |
| Hembrugterrein: Voorm. sasgebouw, kardoezen en lichtbakken (gebouw 57)                                                                             | 1896        |           | Middenweg 56, Draaibank 16 | 52° 25' 15" NB, 4° 50' 6" OL  | 0479/WN124 | Hembrugterrein: Voorm. sasgebouw, kardoezen en lichtbakken (gebouw 57)                                                                             |
| Hembrugterrein: Voorm. patronenmagazijn, later waterzuiveringsgebouw (gebouw 91)                                                                   | 1910        |           | Slaghoedje 50              | 52° 25' 19" NB, 4° 49' 58" OL | 0479/WN125 | Upload foto |
| Hembrugterrein: Voorm. persgebouw ‘De Kathedraal’ (gebouw 112)                                                                                     | 1917        |           | Grote Hulzen 42            | 52° 25' 19" NB, 4° 49' 56" OL | 0479/WN126 | Upload foto |
| Hembrugterrein: Voorm. proefnemingsfaciliteit, springkuil voor munitieproeven (162)                                                                | 1918        |           | Bij Valtoren 8             | 52° 25' 19" NB, 4° 50' 11" OL | 0479/WN127 | Upload foto |
| Hembrugterrein: Pomphuis brandpomp (gebouw 200) | 1902        |           |                            | 52° 25' 14" NB, 4° 49' 49" OL | 0479/WN128 | Upload foto |
| Hembrugterrein: Magazijn ‘De Dood’ (gebouw 269a/c)                                                                                                 | 1928        |           | Slaghoedje 10-40 (even)    | 52° 25' 20" NB, 4° 49' 59" OL | 0479/WN129 | Upload foto |
| Hembrugterrein: Voorm. dubbele schuilkelder met 2 ingangen (z/w-hoek in 335 en n/o-hoek in 330)                                                    | 1957        |           | Bij Grote Hulzen           | 52° 25' 19" NB, 4° 49' 56" OL | 0479/WN130 | Upload foto |
| Hembrugterrein: Voorm. karbiet-installatie (gebouw 379)                                                                                            |             |           | Kardoes 12                 | 52° 25' 18" NB, 4° 49' 50" OL | 0479/WN131 | Hembrugterrein: Voorm. karbiet-installatie (gebouw 379)                                                                                            |
| Hembrugterrein: Voorm. werkplaats voor samenstellen munitie (gebouw 415)                                                                           | 1951        |           | Kruithuis 1, Draaibank 10  | 52° 25' 18" NB, 4° 50' 5" OL  | 0479/WN132 | Hembrugterrein: Voorm. werkplaats voor samenstellen munitie (gebouw 415)                                                                           |
| Hembrugterrein: Voorm. werkplaats voor samenstellen munitie (gebouw 420)                                                                           | 1952        |           | Kruithuis 3, Draaibank 12  | 52° 25' 17" NB, 4° 50' 4" OL  | 0479/WN133 | Upload foto |
| Hembrugterrein: Voorm. proefnemingsfaciliteit voor testen slaghoedjes (gebouw 428)                                                                 | 1957        |           | Bij Valtoren 8             | 52° 25' 18" NB, 4° 50' 11" OL | 0479/WN134 | Upload foto |
| Hembrugterrein: Voorm. HBO-schietbanen, laboratoria, MK, GA, CM, eindcontrole, productiegebouw voor vervaardigen patronen kaliber .50 (gebouw 429) | 1957        |           | Warmperserij 1,3           | 52° 25' 12" NB, 4° 50' 12" OL | 0479/WN135 | Hembrugterrein: Voorm. HBO-schietbanen, laboratoria, MK, GA, CM, eindcontrole, productiegebouw voor vervaardigen patronen kaliber .50 (gebouw 429) |
| Hembrugterrein: Voorm. werkplaats met uitbreiding wagenmakerij (gebouwen A5-A6-A7)                                                                 | 1924        |           | Wagenmakerij 3,5,6         | 52° 25' 28" NB, 4° 50' 9" OL  | 0479/WN136 | Upload foto |
| Hembrugterrein: Voorm. magazijn wasinrichting, waslokaal en brandweer (gebouw A12)                                                                 | 1916 - 1921 |           | Wagenmakerij 9             | 52° 25' 28" NB, 4° 50' 3" OL  | 0479/WN137 | Upload foto |
| Hembrugterrein: Ondergrondse schuilgang (120 m) met 3 ingangen (twee westelijke hoeken 294, en NW-hoek 322a)                                       |             |           | Bij Grote Hulzen           | 52° 25' 21" NB, 4° 49' 55" OL | 0479/WN138 | Hembrugterrein: Ondergrondse schuilgang (120 m) met 3 ingangen (twee westelijke hoeken 294, en NW-hoek 322a)                                       |
| Hembrugterrein: Voorm. spoortracé eerste Hemspoorlijn                                                                                              |             |           | Verloren Spoor             | 52° 25' 17" NB, 4° 49' 44" OL | 0479/WN139 | Hembrugterrein: Voorm. spoortracé eerste Hemspoorlijn                                                                                              |
| Hembrugterrein: 'Het Zwarte Pad' (kastanjelaan in het bos)                                                                                         |             |           | noordwestelijk bosgebied   | 52° 25' 26" NB, 4° 49' 49" OL | 0479/WN140 | Upload foto |